# Luca Ricolfi
Luca Ostilio Ricolfi (Torino, 4 maggio 1950) è un sociologo e politologo italiano.
Ha fondato l’Osservatorio del Nord Ovest e, insieme a Silvia Testa, la rivista di analisi elettorale Polena. È stato direttore dell’Osservatorio del Nord Ovest, della rivista di analisi elettorale Polena (chiusa nel 2012) e membro dell'EAS (European Academy of Sociology). Dal 2011 è presidente e responsabile scientifico della Fondazione David Hume, di cui è stato uno dei fondatori insieme a Piero Ostellino e Nicola Grigoletto.
È stato editorialista dei quotidiani La Stampa (2005-2014), Il Sole 24 Ore (2015-2016), Il Messaggero (2016-2021) e collaboratore di la Repubblica (novembre 2021-maggio 2023) e Panorama. Nel maggio 2023 ha ricominciato la collaborazione con Il Messaggero. Ha scritto testi universitari di Analisi dei dati e numerosi libri e saggi, principalmente dedicati alla realtà italiana. Al 2019, è professore ordinario di Psicometria (settore scientifico-disciplinare M-PSI/03) presso il dipartimento di Psicologia dell'Università degli Studi di Torino, dove tiene l'insegnamento di Analisi dei dati.

## Biografia
Laureato in Filosofia nel 1973 all'Università degli Studi di Torino, con una tesi di Politica Economica su “Il concetto di lavoro in Marx” (relatore Claudio Napoleoni). Prima di intraprendere la carriera accademica ha lavorato per la Federazione Lavoratori Metalmeccanici sotto la guida di Ivar Oddone, occupandosi di nocività degli ambienti di lavoro, con particolare riguardo ai reparti verniciatura e lastroferratura della Fiat Mirafiori. Allievo di Claudio Napoleoni e di Luciano Gallino, si è spesso occupato di problematiche a cavallo fra economia, sociologia e scienza politica. Negli anni Ottanta ha partecipato al Laboratorio di Intelligenza Artificiale del CSI-Piemonte. Negli anni Ottanta e Novanta ha contribuito ai rapporti IARD sulla condizione giovanile in Italia.
Dal 1990 al 1992 ha insegnato Sociologia presso l'Università degli Studi di Modena, passando poi a insegnare materie di tipo statistico-metodologico presso l'ateneo torinese nel quale è divenuto professore ordinario nel 1999. Attualmente è titolare del corso di Analisi dei dati presso il Dipartimento di Psicologia. Nel 2006 ha vinto il Premiolino, prestigioso premio giornalistico italiano. Negli anni successivi ha vinto anche il premio Guidarello (2007) e il premio Hemingway (2008). È sposato con la scrittrice Paola Mastrocola ed è fratello di Marco Ricolfi, anch'egli docente presso l'Università di Torino (Facoltà di Giurisprudenza). 

## Tematiche
Fra i principali campi delle pubblicazioni di Ricolfi, vi sono la condizione giovanile, l'influenza della televisione sul comportamento elettorale, la percezione dei partiti, il rapporto fra scelte politiche e preferenze morali, la teoria dell’azione, l’utilitarismo, le determinanti della crescita, lo squilibrio nord-sud, il parassitismo economico, i movimenti populisti.
Nonostante le opere di Ricolfi vertano soprattutto su temi legati al panorama italiano, alcune sue pubblicazioni riguardano temi di politica estera. Un esempio è il saggio da lui scritto riguardo ai kamikaze palestinesi nel conflitto arabo-israeliano.
Uno dei temi conduttori delle sue opere rivolte al pubblico non accademico è l'analisi del linguaggio e delle ideologie dei partiti messe a confronto con la realtà dei dati empirici, come i sondaggi d'opinione e gli indicatori economici e finanziari. Nel libro L'ultimo Parlamento. Sulla fine della Prima Repubblica del 1993, Ricolfi ha stilato una ricerca sulle autorizzazioni a procedere nei confronti dei parlamentari italiani, suddivisa per partiti e per tipo di reati: in questa lista emerge, tra le altre cose, che gli esponenti del Movimento Sociale Italiano non potevano dichiararsi estranei allo scandalo Mani pulite, come dichiarato in più occasioni anche dal segretario Gianfranco Fini, dal momento che la percentuale dei parlamentari inquisiti in processi relativi a tangenti si attestava al 12% (più bassa della media degli altri partiti, ma comunque significativa)
Si è autodichiarato di sinistra, nonostante la sua formazione e il suo approccio alle questioni economiche e politiche siano legati agli economisti classici.
Inoltre, Ricolfi ha espresso (a partire dagli anni '90) posizioni spesso in contrasto con le opinioni sostenute dai rappresentanti dei partiti di centro-sinistra durante le campagne elettorali. Una delle critiche più frequentemente rivolte a tali partiti durante gli anni 2000 è quella di analizzare la realtà italiana secondo schemi concettuali obsoleti, ignorando o distorcendo i dati di fatto e proponendo quindi ai loro potenziali elettori una visione del mondo lontana dalla realtà e inadatta ad affrontare i problemi. Questo comportamento è, secondo Ricolfi, una delle cause del declino elettorale dei partiti di tale area, vista non solo come "arrogante, presuntuosa e insincera", ma anche come incapace di capire e ascoltare la società italiana e di stare fra la gente.
Ricolfi ha in più occasioni analizzato criticamente anche i comportamenti dei governi di centro-destra, senza però analizzare e criticare le opinioni sostenute dai rappresentanti dei partiti di centro-destra durante le campagne elettorali. Ad esempio, alla scadenza della seconda legislatura guidata da Silvio Berlusconi (governi Berlusconi II e III), Ricolfi ha valutato se esso avesse o meno raggiunto gli obiettivi promessi nel Contratto con gli italiani, che il capo dell'esecutivo si era impegnato a realizzare.
Nell'ottobre 2010, a margine delle tensioni in seno al Governo Berlusconi IV e della conseguente incertezza sul futuro dell'esecutivo, Ricolfi stilò un bilancio su quanto esso avesse fatto durante il mandato e sui punti che invece erano ancora in sospeso, concludendo che esso avrebbe conseguito buoni risultati in ambiti considerati "di sinistra" nel contesto italiano, come stabilità dei conti pubblici, ammortizzatori sociali e lotta alla criminalità organizzata (limitandosi, nell'ultimo punto, ad elogiare il lavoro del ministro dell'Interno, senza fornire dati oggettivi), ma avrebbe deluso per quanto riguarda i temi più legati alla sua area politica, come riduzione della microcriminalità e taglio di spesa pubblica e tasse.
Altri temi degli editoriali di Ricolfi sono il federalismo e la questione settentrionale, affrontati anche nel libro Il sacco del Nord (2010). In questo libro, l'autore cerca di ricostruire la contabilità nazionale italiana utilizzando le teorie dell'economia classica, che distingue tra settori produttivi e improduttivi, e impostando così un nuovo tipo di contabilità, definito dall'autore contabilità liberale. Utilizzando tale approccio, l'autore afferma che la Pubblica Amministrazione di fatto trasferiva ogni anno circa 50 miliardi di euro dalle regioni settentrionali a quelle meridionali (incluso il Lazio), a causa delle distorsioni dovute alla differenza di spesa pubblica, di efficienza della pubblica amministrazione e del tasso di evasione fiscale. Secondo l'autore, tali trasferimenti erano ingiustificati e queste disuguaglianze avrebbero fatto sì che, assegnando un appropriato valore monetario al tempo libero dei cittadini, il tenore di vita medio dei cittadini fosse più alto al Sud che al Nord. Secondo Ricolfi, questo stato di cose, che poteva essere sostenibile nel periodo di sviluppo economico che si è protratto fino agli anni '80, sostenuto anche dalla crescita del debito pubblico, sarebbe diventato in seguito invece una delle principali cause della stagnazione economica e del declino italiano: il Nord non riesce più a crescere in quanto una tassazione eccessiva sottrae risorse per gli investimenti, il Sud non ha interesse a svilupparsi in quanto il trasferimento di risorse gli consente di vivere al di sopra dei propri mezzi e quindi disincentiva la spinta al cambiamento.
Negli ultimi anni gli studi di Ricolfi si sono concentrati soprattutto su tre temi: le determinanti della crescita (L’enigma della crescita, 2010); le origini del populismo (Sinistra e popolo, 2017); il consumismo e il parassitismo della società italiana (La società signorile di massa, 2019).

## Opere
- Lotte operaie e ambiente di lavoro. Mirafiori (1968-1974), con Alfredo Milanaccio, Torino, Einaudi, 1976.
- Il compromesso difficile. Forme di rappresentanza e rapporto di classe dal centrosinistra al compromesso storico, con Diego Gambetta, Torino, Rosemberg & Sellier, 1978.
- Senza padri né maestri. Inchiesta sugli orientamenti politici e culturali degli studenti, con Loredana Sciolla, Bari, De Donato, 1980.
- Modelli dell'attore e analisi dei dati. Utilitarismo e sociologia, Torino, Giappichelli, 1984.
- Archivio degli indicatori sociali. Un approccio costruttivista all'organizzazione dei dati, con Renato Miceli, Torino, IRES, 1988.
- Essere giovani a Torino, con Sergio Scamuzzi e Loredana Sciolla, Torino, Rosemberg & Sellier, 1988.
- Il soggetto dell'azione. Paradigmi sociologici ed immagini dell'attore sociale, a cura di e con Loredana Sciolla, Milano, Angeli, 1989.
- Vent'anni dopo. Saggio su una generazione senza ricordi, con Loredana Sciolla, Bologna, Il mulino, 1989.
- L'ultimo Parlamento. Sulla fine della Prima Repubblica, Roma, NIS, 1993.
- Destra e Sinistra? Studi sulla geometria dello spazio elettorale, Torino, Omega, 1999
- La frattura etica. Saggio sulle basi etiche dei poli elettorali, Torino, Trauben, 2001.
- La frattura etica. La ragionevole sconfitta della sinistra, Napoli, L'ancora del Mediterraneo, 2002.
- Dossier Italia. A che punto è il «Contratto con gli italiani», Bologna, Il mulino, 2005.
- Perché siamo antipatici. La sinistra e il complesso dei migliori, Milano, Longanesi, 2005; 2008.
- Tempo scaduto. Il «Contratto con gli italiani» alla prova dei fatti, Bologna, Il mulino, 2006.
- L'arte del non governo. Da Prodi a Berlusconi e ritorno, Milano, Longanesi, 2007.
- Nel segreto dell'urna: un'analisi delle elezioni politiche del 2006, a cura di e con Paolo Feltrin e Paolo Natale, Torino, UTET libreria, 2007.
- Il sacco del nord. Saggio sulla giustizia territoriale, con la collaborazione di Luisa Debernardi, Milano, Guerini, 2010; 2012.
- Illusioni italiche. Capire il paese in cui viviamo senza dar retta ai luoghi comuni, Milano, Mondadori, 2010.
- La Repubblica delle tasse. Perché l'Italia non cresce più, Milano, Rizzoli, 2011.
- Italia al voto. Le elezioni politiche della Repubblica, a cura di e con Barbara Loera e Silvia Testa, Torino, UTET libreria, 2012.
- La sfida. Come destra e sinistra possono governare l'Italia, Milano, Feltrinelli, 2013.
- L'enigma della crescita. Alla scoperta dell'equazione che governa il nostro futuro, Milano, Mondadori, 2014.
- Matematica per le scienze umane. Uno strumento per i precorsi di Psicologia, Scienze politiche, Sociologia, Milano, Mondadori Università, 2016.
- Sinistra e popolo. Il conflitto politico nell'era dei populismi, Milano, Longanesi, 2017.
- La società signorile di massa, Milano, La nave di Teseo, 2019. ISBN 978-88-346-0126-6.
- Il danno scolastico. La scuola progressista come macchina della disuguaglianza, con Paola Mastrocola, Milano, La nave di Teseo, 2021. ISBN 978-88-346-0469-4.
- La notte delle ninfee. Come si malgoverna un'epidemia, Milano, La nave di Teseo, 2021. ISBN 978-88-346-0613-1.
- Manifesto del libero pensiero, con Paola Mastrocola, Milano, La nave di Teseo, 2021.
- La mutazione. Come le idee di sinistra sono migrate a destra, Milano, Rizzoli, 2022. ISBN 9788817176927

### Rapporti sul cambiamento sociale
- Le tre società. È ancora possibile salvare l'unità dell'Italia? Italia 2006: terzo rapporto sul cambiamento sociale, Milano, Guerini, 2007. ISBN 978-88-8335-808-1.
- Ostaggi dello Stato. Le origini politiche del declino e dell'insicurezza. Quarto rapporto sul cambiamento sociale, a cura di, Milano, Guerini e associati, 2008. ISBN 978-88-8335-964-4.
- Profondo rosso. Italia 2005. Fra ripresa economica e crisi dei conti pubblici. Secondo Rapporto sul cambiamento sociale, Milano, Guerini e associati, 2008. ISBN 978-88-8335-969-9.

### Manuali universitari
- Helga. Nuovi principi di analisi dei gruppi, Milano, Angeli, 1992. ISBN 88-204-7489-1.
- Tre variabili. Un'introduzione all'analisi multivariata, Milano, Angeli, 1993; 2000.
- La ricerca qualitativa, a cura di, Roma, NIS, 1997; Roma, Carocci, 1998.
- Manuale di analisi dei dati. Fondamenti, Roma-Bari, Laterza, 2002.